# Truncatella kiusiuensis
Truncatella kiusiuensis is een slakkensoort uit de familie van de Truncatellidae. De wetenschappelijke naam van de soort is voor het eerst geldig gepubliceerd in 1902 door Pilsbry.